# 1088
Високе Середньовіччя •  Золота доба ісламу •  Реконкіста •  Київська Русь

## Геополітична ситуація
Візантію очолює Олексій I Комнін. Генріх IV є імператором Священної Римської імперії, а Філіп I — королем Франції.
Апеннінський півострів розділений між численними державами: північ належить Священній Римській імперії, середню частину займає Папська область, південна частина півострова окупована норманами. Деякі міста півночі: Венеція, Піза, Генуя, мають статус міст-республік.
Південь Піренейського півострова займають численні емірати, що утворилися після розпаду Кордовського халіфату, почалася окупація Альморавідами. Північну частину півострова займають християнські Кастилія, Леон (Астурія, Галісія), Наварра, Арагон та Барселона. Королем Англії є Вільгельм II Рудий. Олаф III є королем Норвегії, а Олаф I королем Данії.
У Київській Русі княжить Всеволод Ярославич, а у Польщі Владислав I Герман. Хорватію очолює Дмитар Звонимир. На чолі королівства Угорщина стоїть Ласло I.
Аббасидський халіфат очолює аль-Муктаді під патронатом сельджуків, які окупували Персію та Малу Азію, в Єгипті владу утримують Фатіміди, у Магрибі панують Альморавіди, у Середній Азії правлять Караханіди, Газневіди втримують частину Індії. У Китаї продовжується правління династії Сун. На півдні Індії домінує Чола. В Японії триває період Хей'ан.

## Події
- Мстислав Володимирович отримав у княжіння Новгород.
- Святополк Ізяславич отримав Турово-Пінське князівство.
- Імператор Священної Римської імперії Генріх IV одружився з Євпраксією Всеволодівною.
- Розпочався понтифікат Урбана II. Нового папу обрала невелика колегія кардиналів. Імператор Священної Римської імперії Генріх IV продовжував підтримувати антипапу Климента III.
- В Англії Одо, єпископ Байо, підняв повстання проти короля Вільгельма II, яке, втім, зазнало поразки.
- Альморавід Юсуф ібн Ташфін узяв в облогу Аледо, однак не зміг взяти місто через наближення сил короля Кастилії Альфонсо VI.
- Барселона знову відвоювала Таррагону.
- Сини Роберта Гвіскара Рожер Борса й Боемунд та його брат Рожер Сицилійський домовилися про поділ спадщини.
- Заснування Болонського університету.

## Наука
- Шень Куо написав «Нариси про прагнення, забуті біля струмка мрій», у яких підсумував тогочасні китайські знання.
- Су Сун побудував модель астрономічного годинника, який було заплановано встановити в Кайфені.

## Померли
- Літописець Никон